# Marion Castle
Marion Castle –  auch Terre Bonne –  ist ein repräsentatives Anwesen im Nobelviertel Shippan Point, der am nordöstlichen Stadtrand von New York City gelegenen Kleinstadt Stamford, Connecticut.
Marion Castle ist benannt nach Frank J. Marion, einem US-amerikanischen Unternehmer und Gründer der Kalem Company, er gilt als ein Pionier der amerikanischen Filmindustrie. Marion und seine Familie bewohnten das Haus bis 1963.
Das New Yorker Architektenbüro Hunt & Hunt – damals im Besitz von Joseph Howland Hunt und Richard Howland Hunt – hat dieses feudale, an den Stil französischer Renaissanceschlösser angelehnte Gebäude entworfen. Die Grundsteinlegung erfolgte 1914, Marion Castle wurde 1916 fertiggestellt. Marion Castle blieb bis heute im Privatbesitz: nach Marions Tod im Jahr 1963 verkauften es die Erben an den Unternehmer und Erfinder David Cogan (damals Miteigentümer des TV-Senders CBS-Columbia). Seit 1978 sind Jay A. Kobrin und Gordon Micunis die Eigentümer von Marion Castle. 
Die Besitzer ermöglichen in dem Haus kulturelle Veranstaltungen, wie die Shippan Point Association's Annual Community Party. Das Gebäude wurde als Baudenkmal am 1. Juli 1982 ins National Register of Historic Places eingetragen.